# Лоскуэт-сюр-Мё
Лоскуэ́т-сюр-Мё (фр. Loscouët-sur-Meu, брет. Loskoed-ar-Mozon) — коммуна во Франции, находится в регионе Бретань. Департамент — Кот-д’Армор. Входит в состав кантона Брон. Округ коммуны — Сен-Бриё.
Код INSEE коммуны — 22133.

## География
Коммуна расположена приблизительно в 350 км к западу от Парижа, в 45 км западнее Ренна, в 55 км к юго-востоку от Сен-Бриё.

## Население
Население коммуны на 2016 год составляло 638 человек.
| 1962 | 1968 | 1975 | 1982 | 1990 | 1999 | 2008 | 2016 |
| ---- | ---- | ---- | ---- | ---- | ---- | ---- | ---- |
| 586  | 700  | 653  | 622  | 631  | 603  | 654  | 638  |

## Администрация
| Период | Период | Фамилия         | Партия        | Примечания |
| ------ | ------ | --------------- | ------------- | ---------- |
| 2001   | 2008   | Анри Кош        |               |            |
| 2008   | 2014   | Кристиан Оливье |               |            |
| 2014   |        | Ги Перро        | Разные правые | пенсионер  |

## Экономика
В 2007 году среди 412 человек в трудоспособном возрасте (15—64 лет) 324 были экономически активными, 88 — неактивными (показатель активности — 78,6 %, в 1999 году было 69,3 %). Из 324 активных работали 307 человек (178 мужчин и 129 женщин), безработных было 17 (8 мужчин и 9 женщин). Среди 88 неактивных 25 человек были учениками или студентами, 38 — пенсионерами, 25 были неактивными по другим причинам.